# Райполе (Криворізький район)
Ра́йполе — село в Україні, в Девладівській сільській громаді Криворізького району Дніпропетровської області.
Населення — 55 мешканців.

## Географія
Село Райполе знаходиться на правому березі річки Саксагань в місці впадання в неї річки Демурина, вище за течією на відстані 2,5 км розташоване село Мар'ївка, нижче за течією на відстані 3 км розташоване село Сергіївка, на протилежному березі — село Ордо-Василівка, вище за течією річки Демурина на відстані 0,5 км розташоване село Новомихайлівка. Через село проходить автомобільна дорога Т 0434.

## Населення

### Мова
Розподіл населення за рідною мовою за даними перепису 2001 року:
| Мова       | Відсоток |
| ---------- | -------- |
| українська | 94,6 %   |
| білоруська | 1,8 %    |
| молдовська | 1,8 %    |
| російська  | 1,8 %    |

## Інтернет-посилання
- Погода в селі Райполе

1. ↑  Рідні мови в об'єднаних територіальних громадах України — Український центр суспільних даних